# Meyrickella torquesaria
Meyrickella torquesaria är en fjärilsart som beskrevs av Lucas 1892. Meyrickella torquesaria ingår i släktet Meyrickella och familjen nattflyn. Inga underarter finns listade i Catalogue of Life.